# Los Pintanos
Los Pintanos è un comune spagnolo di 87 abitanti situato nella comunità autonoma dell'Aragona.